# Ordine Nazionale della Guinea Equatoriale
L'Ordine Nazionale della Guinea Equatoriale è un ordine cavalleresco della Guinea Equatoriale.

## Classi
L'Ordine dispone delle seguenti classi di benemerenza:
- Cavaliere di Gran Croce
- Grand'Ufficiale
- Commendatore
- Ufficiale
- Cavaliere

## Insegne
- Il nastro per un terzo verde, un terzo bianco e un terzo rosso con al centro della striscia bianca una striscia blu.